# Netelia okinawana
Netelia okinawana är en stekelart som beskrevs av Konishi 1996. Netelia okinawana ingår i släktet Netelia och familjen brokparasitsteklar. Inga underarter finns listade i Catalogue of Life.